# Elezioni parlamentari in Guinea-Bissau del 2023
Le Elezioni parlamentari in Guinea-Bissau del 2023 si sono tenute il 4 giugno per il rinnovo dell'Assemblea Nazionale del Popolo, il parlamento nazionale.
Sono state indette in anticipo rispetto alla scadenza naturale della legislatura, prevista per il 2024.

## Sistema elettorale
I membri dell'Assemblea Nazionale del Popolo sono eletti con due metodi:
- 100 tramite un sistema di rappresentanza proporzionale a lista chiusa di partito in 27 circoscrizioni plurinominali; e
- 2 in circoscrizioni uninominali che rappresentano i cittadini espatriati in Africa ed in Europa[2].

## Risultati
| Piattaforma Alleanza Inclusiva-Terra Ranka (PAI-Terra Ranka) (PAIGC - UM - PCD - PSD - MDG) | 264 240 | 39,42 | 54  |  |  |  |
| Madem G15 (MADEM G15)                                                                       | 163 509 | 24,39 | 29  |  |  |  |
| Partito del Rinnovamento Sociale (PRS)                                                      | 100 429 | 14,98 | 12  |  |  |  |
| Partito dei Lavoratori Guineani (PTG)                                                       | 54 784  | 8,17  | 6   |  |  |  |
| Assemblea del Popolo Unito (APU)                                                            | 29 787  | 4,44  | 1   |  |  |  |
| Resistenza della Guinea-Bissau - Movimento Bafatá (RGB-MB)                                  | 10 989  | 1,64  | –   |  |  |  |
| Partito della Nuova Democrazia (PND)                                                        | 7 111   | 1,06  | –   |  |  |  |
| Altri (<1,00%)                                                                              | 39 408  | 5,88  | –   |  |  |  |
| Totale                                                                                      | 670 257 | 100   | 102 |  |  |  |
|                                                                                             |         |       |     |  |  |  |
| Voti non validi                                                                             | 40 801  | 5,74  |     |  |  |  |
| Votanti                                                                                     | 711 058 | 79,57 |     |  |  |  |
| Elettori                                                                                    | 893 618 |       |     |  |  |  |